# وارين براينت
وارين براينت (بالإنجليزية: Warren Bryant)‏ هو لاعب كرة قدم أمريكية أمريكي، ولد في 11 نوفمبر 1955 في ميامي في الولايات المتحدة.

## وصلات خارجية
- وارين براينت على موقع مرجع كرة القدم المحترفة.كوم (الإنجليزية)